# Esglésies pintades de la regió de Tróodos
El conjunt arquitectònic de les Esglésies pintades de la regió de Troodos són deu esglésies decorades amb frescs i construïdes a la serralada de Troodos (centre muntanyenc de Xipre), que es troben inscrites a la Llista del Patrimoni de la Humanitat de la Unesco des de 1985 i ampliat l'any 2001. Les nou primeres figuren des de 1985 en la llista.
Les esglésies són les següents:
| Codi    | Nom                                                     | Lloc           | Coordenades                                          | Construcció     | Fotografia |
| ------- | ------------------------------------------------------- | -------------- | ---------------------------------------------------- | --------------- | ---------- |
| 351-001 | Església de Sant Nicolau (Ayios Nikolaos tis Steyis)    | Kakopetria     | 34° 58′ N, 32° 53′ E / 34.967°N,32.883°E             | segle xi        |            |
| 351-002 | Monestir de Sant Joan (Ayios Ionannis)                  | Kalopanayiotis | 34° 59′ N, 32° 49′ E / 34.983°N,32.817°E             | segle xi        |            |
| 351-003 | Església de la Verge (Panayia Phorviotissa) o d'Asinou  | Nikitari       | 35° 02′ N, 32° 58′ E / 35.033°N,32.967°E             | segle xii       |            |
| 351-004 | Església de la Verge (Panayia tou Arakou)               | Lagoudhera     | 34° 58′ N, 33° 00′ E / 34.967°N,33.000°E             | segle xii       |            |
| 351-005 | Església de la Verge (Panayia)                          | Moutoullas     | 34° 59′ N, 32° 49′ E / 34.983°N,32.817°E             | segles xiii-xiv |            |
| 351-006 | Església de l'Arcàngel San Miquel (Archangelos Michael) | Pedhoulas      | 34° 58′ N, 32° 49′ E / 34.967°N,32.817°E             | segle XV        |            |
| 351-007 | Església de la Santa Creu (Timios Stavros)              | Pelendria      | 34° 58′ N, 33° 00′ E / 34.967°N,33.000°E             | segles xiii-xv  |            |
| 351-008 | Església de la Verge (Panayia Podhithou)                | Gàlata         | 35° 00′ N, 32° 53′ E / 35.000°N,32.883°E             | segle XVI       |            |
| 351-009 | Església de la Santa Creu (Stavros Ayiasmati)           | Platanistasa   | 34° 58′ N, 33° 02′ E / 34.967°N,33.033°E             | segle XV        |            |
| 351-010 | Església de la Transfiguració (Ayia Sotira tou Soteros) | Palaichori     | 34° 55′ 13″ N, 33° 05′ 45″ E / 34.92028°N,33.09583°E | segle XV        |            |